# خایمه فیلول
 خایمه فیلول (انگلیسی: Jaime Fillol؛ زاده ۳ ژوئن ۱۹۴۶) یک تنیس‌باز اهل شیلی است.